# Traité de Shaoxing

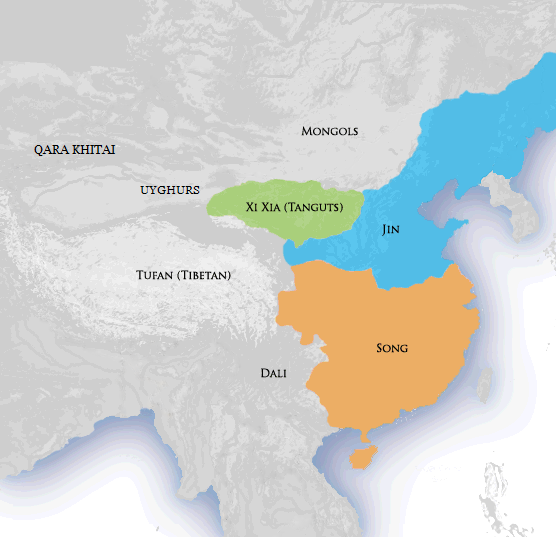
La Chine après le traité de Shaoxing

Le traité de Shaoxing (紹興和議, pinyin: Shàoxīng Héyì) est un accord de paix signé en novembre 1141 entre les Song du Sud et les Jin en Chine. Les Jin obtiennent un important tribut annuel. La frontière entre les deux empires est fixée sur le Huai He.